# Gulangan (Padang Bolak)
Gulangan is een bestuurslaag in het regentschap Padang Lawas Utara van de provincie Noord-Sumatra, Indonesië. Gulangan telt 644 inwoners (volkstelling 2010).